# Gotthard Friedrich Carstens
Gotthard Friedrich Carstens (* 1703 in Lübeck; † 14. Juli 1780 ebenda) war ein Lübecker Kaufmann und Ratsherr.

## Leben
Gotthard Friedrich Carstens war ein Sohn des Lübecker Kaufmanns und Ratsherrn Nikolaus Carstens (1668–1735). Er trat 1719 in die Firma seines Vaters ein und bereiste von 1724 bis 1725 Süddeutschland, die Niederlande sowie Nordfrankreich und 1727 den östlichen Ostseeraum mit Riga, Narwa, St. Petersburg und Danzig. Er war Ältermann der Kaufleute-Kompagnie und wurde als solcher 1763 in den Rat der Hansestadt Lübeck erwählt. Im Rat war er als Bauherr tätig und leitete 1768 bis 1778 gemeinsam mit dem Ratsherrn Anton Diedrich Wilcken den Bau der ersten steinernen Puppenbrücke westlich des Holstentores in Lübeck.
Carstens war zweimal verheiratet, in erster Ehe 1734 mit einer Tochter des Lübecker Bürgers Peter Hinrich Tesdorpf († 1721). Danach heiratete er eine Schwester des Bürgermeisters Heinrich Brokes. Er bewohnte ein Haus in der Breiten Straße. Seine Leichenpredigt verfasste Johann Daniel Overbeck.